# Almási vár
Az almási vár romjai Romániában, Erdélyben, Szilágy megyében, Váralmáson láthatóak.

## Története

### Alapítása
Az Almás völgyében, egy 447 méter magas Csepán nevű dombon állt a bencések által alapított Almásmonostor. Első írásos említését IX. Gergely pápa 1238-ban keltezett levele tartalmazza, amelyben a pápa utasítást ad arra, hogy vizsgálják ki és helyezzék vissza birtokaikba Almásmonostor benedek rendi szerzeteseit (filiorum abbatis et conventus monasterii de Almas ordinis sancti Benedecti Ultrasilanae diocesis), akiket Kán nembéli László, a monostor kegyura 1235 előtt elűzött, hogy helyükbe premontrei szerzeteseket, majd saját káplánjait telepítse.
Ez a bencés monostor, melyet 1241-ben a tatárok elpusztítottak, lehetett az alapja az almási birtoknak (terra Almas), amelyet IV. Béla király Pál országbírónak adományozott, jutalomként a tatárok ellen vívott harcokban mutatott érdemeiért.
Pál országbíró abból a Vas vármegyei Geregye nemzetségből származott, amelyik már az 1200-as évek elején birtokokat szerzett Bihar vármegyében. Pál már 1229-től, az akkor még csak trónörökös IV. Béla mellett harcolt Dalmáciában majd Galíciában. 1238 táján a németektől foglalt vissza határszéli magyar várakat. A nagy tatárpusztítás idején a Duna vonalát védte a tatárok ellen, majd a Tiszától keletre eső vidékeken harcolt.
Pál országbíró parancsára építették fel Almás kővárát abban a formában, amelyben a következő négy évszázadban állt. (A régi monostor köveiből csupán egyetlen faragott kődarab maradt meg, amely valamikor ajtó- vagy ablakkeretként szolgáló román stílusú kőpárkány most sírkővé alakítva látható a váralmási református templomban.)
Pál országbíró fiától, Miklós erdélyi vajdától hűtlenség vádja miatt 1278-ban elvették a birtokot. A Borsa nemzetség tagjai lettek az új tulajdonosok. Borsa nembéli Dezső neve után Dezsővárnak is nevezték az erősséget.
Egy másik nézőpont szerint Sebesvár várnagyának, Elefánti Dezsőnek a neve szerepel mint az almási uradalom ispánja.

### A 14.–15. század
I. Lajos király 1370-ben Almás várát és a hozzá tartozó falvakat Pelsőczi Bebek György kincstartónak adományozza, amelynek családja egy évszázadon át birtokolta. Bebek Imre erdélyi vajda fia, Pál, hűtlenség miatt 1469 körül elvesztette Almást. 1470-ben Hunyadi Mátyás a várat és a hozzá tartozó uradalmat elsőfokú unokatestvérének, Dengelegi Pongrácz János erdélyi vajdának adományozta. Halála után fia, Mátyás lett az almási vár ura. Miután 1501-ben örökös nélkül halt meg, felesége, Perényi Orsolya, a család birtokainak csak egy kis részét tarthatta meg, a többi – köztük az almási birtok is – visszaszállt a királyi birtokok közé.
II. Ulászló király az almási és a létai uradalmakat birtok csere révén Corvin János hercegnek, Dengelegi Pongrácz Mátyás unokatestvérének juttatta. Miután Corvin János 1504-ben, majd leánya Erzsébet 1508-ban meghaltak, még II. Ulászló király idejében a várbirtok Corvin János özvegyének, Frangepán Erzsébetnek a birtokába került. Birtokcserék és hozományok útján Balassa Imre erdélyi vajda tulajdonába került, akinek apja feleségül vette Dengelegi Pongrácz Mátyás özvegyét, Perényi Orsolyát, így ismét egy család tulajdonába kerültek a hatalmas tövisi, létai és almásvári uradalmak.
A mohácsi csatát követő hatalmi harcok idején az almási vár is a figyelem középpontjába került. Erdély vajdái, Majláth István és az almási vár tulajdonosa, Balassa Imre beavatkoztak a Szapolyai János és I. Ferdinánd császár közti hatalmi harcokba Ferdinánd oldalán, és Szapolyai János serege, melyet Enyingi Török Bálint vezetett, 1540 áprilisában megostromolta és elfoglalta Almás várát.
Az 1541 és 1551 közötti polgárháborús évtizedben a külföldi segítség fejében az almási uradalom és vár 1545-ben egy évre Petru Rareș moldovai vajda birtokába került. Szapolyai János halálát követően, 1551-ben Castaldo császári generális Erdélybe jött, hogy átvegye az országot a császári hatalom számára és útban Kolozsvár felé, sikertelenül megostromolta Almás várát. Izabella lemondása után azonban megadták magukat a császári erőknek.
Az egymást követő ostromok teljesen romba döntötték a várat. 1594-ben Báthory Zsigmond fejedelem az almási birtokot Csáky Istvánnak, az erdélyi sereg főkapitányának adományozta, aki újjáépítette a várat.
Csáky István vezette az erdélyi seregeket az Erdélyt elfoglaló Vitéz Mihály havasalföldi vajda ellen, akinek segítségére Erdélybe jött császári hadsereg, Giorgio Basta generális vezetése alatt, 1602-ben ostromzár alá vonta Almás várát, amelynek őrsége rövid ostrom után feladta azt. Basta generális felkoncoltatta a lefegyverezett őrséget, majd felgyújtatta és leromboltatta a várat.

### A 17. századtól
Az 1627-es újjáépítés után hadászati fontossága megnőtt, Sebesvárával együtt egy olyan várrendszer részét képezték, mely Erdély nyugati határát őrizte. II. Rákóczi György sikertelen lengyelországi hadjárata miatt az Erdélyt pusztító török-tatár seregek 1658 szeptemberében Almás várát is felgyújtották. A romba dőlt várat többé már nem építették újjá.
Csáky István dédunokáinak hozományaként más családok tulajdonába került. 1778-ban Bethlen Miklós kincstári tanácsost említik birtokosként. 1808-ban a tulajdonos gróf Wass Sámuel – Bethlen Rozália második férje – az enyészetnek indult vár köveit elhordatta a Váralmáson épülő udvarház és istálló építéséhez.

### Napjainkban
Az almási várból csak a 440 méter magas – önmagában is védelmet nyújtó – dombtetőre épült, régi belső várba meredező öregtorony 20 méter magas romjai maradtak meg. A várfalak nyomát ma már csak sejteni lehet.
A kolozsvári Erdélyi Kárpát-egyesület (EKE) majdnem minden évben megrendezésre kerülő kirándulásai révén turisztikai jelentősége évről évre nő.

## Megközelíthetősége
A várat autóval lehet a legkönnyebben megközelíteni Bánffyhunyadon keresztül, majd Váralmás községből fél órás sétával érhető el. Vonattal a sztánai állomásról, Sztánán és Kispetrin keresztül egynapos kirándulás során érhető el.